# Presses de la Cité
Les Presses de la Cité è una casa editrice francese fondata nel 1944 da Sven Nielsen.

## Storia
Immigrato danese a Parigi dal 1924, Sven Nielsen aveva lavorato per anni alla distribuzione verso la Scandinavia e la Romania di libri francesi, poi una volta lanciatosi nell'editoria (durante il difficile approvvigionamento della carta dovuto alla guerra), si occupò per lo più di far tradurre romanzi americani in francese, ma nel 1945 conosce Georges Simenon il quale gli affida Je me souviens... che non essendo un romanzo (per i quali era contrattualmente legato a Gaston Gallimard), può uscire presso la nuova casa editrice. È la svolta ed è l'inizio di una collaborazione che porterà via Simenon alle case editrici concorrenti diventandone negli anni l'editore finale. Sven Nielsen si prodiga molto per lui. È in qualche modo il suo autore "vedette", lo accompagna durante le visite in Europa, gli concede alte percentuali sulle vendite, lo propone per l'Académie française e per il Nobel e si fa conoscere attraverso di lui.
Altri autori intanto si uniscono alla scuderia: Henri Queffélec, Cécil Saint-Laurent, Maurice Genevoix, René Barjavel, Heinz Günther Konsalik ecc. Nel 1958 la casa editrice si espande comprando la Amiot-Dumont, nota dal 1946 per la collana "Le Livre contemporain", raccolta per lo più di romanzi facili e racconti di viaggio. L'anno successivo compra la "Librairie académique Perrin" (creata nel 1884. Nel 1961 si allarga ancora fondendo a sé le edizioni G. P. e Solar. Quindi nel 1962 lancia una fortunata collana di tascabili, la "Presses-Pocket", che diventerà una delle più note raccolte del suo tipo
In "Pocket" vengono pubblicati, oltre che i diversi autori di fiction, anche di saggi in due serie, "Agora" e "Terre humaine Poche" e classici di ogni tempo (nella serie "Pocket Classiques", ogni titolo commentato da un dossier).
Nel 1963 si fonde con le edizioni Fleuve Noir, poi nel 1965, Sven Nielsen acquista la maggioranza delle azioni delle edizioni Plon, che vuol dire anche la collana "10/18", altra raccolta di tascabili di successo, nata nel 1962.
A questo punto è il secondo editore francese, dopo Hachette. Si lega con partner esteri (soprattutto con la casa editrice tedesca Bertelsmann, con la quale fonderà "France Loisirs", club del libro di grande successo).
Nel 1971, la distribuzione del gruppo viene riorganizzata, con Presses de la Cité Diffusion (che distribuisce Presses de la Cité, GP Laval e Presse-Pocket) e Nouvelle Société Sequana (che distribuisce Plon, Perrin, Julliard, Solar, 10/18, Bourgois e Rocher). Le due verranno unite due anni dopo nel colosso Messageries du livre.
Il 30 dicembre 1976, Sven Nielsen muore, all'età di 75 anni. Gli succede il figlio Claude, che acquista la Garnier et Bordas, ma viene assorbito da Havas. Les Presses de la Cité vengono uniti alla Vivendi Universal Publishing che nel 2003 diventa Vivendi, a sua volta parte di Editis, di proprietà dal 2008 del Grupo Planeta.

## Autori italiani pubblicati
- Paola Calvetti
- Sveva Casati Modignani
- Lorenza Ghinelli
- Mattia Signorini